# Carlos Pérez de Rozas y Sáenz de Tejada
Carlos Pérez de Rozas y Sáenz de Tejada (Barcelona, 9 de octubre de 1920-Ib., 1 de marzo de 1990) fue un fotoperiodista español.

## Biografía
Comenzó a aprender fotografía con su padre Carlos Pérez de Rozas Masdeu y desde los nueve años fue su ayudante; uno de sus primeras colaboraciones la realizó en la Exposición Internacional de Barcelona de 1929. También estuvo trabajando en el estudio fotográfico familiar con sus hermanos.
Con 16 años consiguió el carné de prensa que era la autorización necesaria para trabajar en el periodismo gráfico, que se lo proporcionó el diario El Día Gráfico en el que colaboraba desde 1932. Al terminar la guerra civil española entró a trabajar el diario Solidaridad Nacional y en 1979 entró a trabajar en La Vanguardia donde realizó su trabajo hasta su jubilación.
Entre los premios y reconocimientos que recibió se encuentran la Medalla al Mérito Militar, la Medalla al Mérito Naval y la Medalla de plata de la Cruz Roja.
También fue jugador, árbitro y dirigente de béisbol. El estadio de béisbol Pérez de Rozas lleva su nombre.